# Associazione Calcio Monza 1976-1977
Questa voce raccoglie le informazioni riguardanti l'Associazione Calcio Monza nelle competizioni ufficiali della stagione 1976-1977.

## Stagione
Ritornato in Serie B il Monza sfiora l'impresa del doppio salto di categoria.
Arriva ad un punto dagli spareggi promozione e a due punti dalla promozione diretta, ma a causa di tre pareggi e una sconfitta nelle ultime quattro giornate fallisce l'obiettivo.
Con lo stadio Sada imbattuto il Monza meriterebbe la Serie A, ma il calo di fine campionato compromette il suo cammino.
Affidata per il terzo anno di fila ad Alfredo Magni, la squadra brianzola presenta un'ottima difesa, la migliore del torneo con 27 reti subite, e tre attaccanti che totalizzano 34 reti: Ugo Tosetto con 15, Luigi Sanseverino con 11 e Ariedo Braida con 8. 
In Coppa Italia il Monza è inserito nel secondo gruppo di qualificazione, ma non passa il turno.

## Rosa
| N. |                   | Ruolo | Calciatore         |
| -- | ----------------- | ----- | ------------------ |
|    | Italia (bandiera) | C     | Roberto Antonelli  |
|    | Italia (bandiera) | C     | Giovanni Ardemagni |
|    | Italia (bandiera) | C     | Paolo Beruatto     |
|    | Italia (bandiera) | A     | Ariedo Braida      |
|    | Italia (bandiera) | C     | Ruben Buriani      |
|    | Italia (bandiera) | C     | Michele De Nadai   |
|    | Italia (bandiera) | C     | Walter De Vecchi   |
|    | Italia (bandiera) | D     | Franco Fasoli      |
|    | Italia (bandiera) | D     | Franco Fontana     |
|    | Italia (bandiera) | D     | Eugenio Gamba      |

| N. |                   | Ruolo | Calciatore           |
| -- | ----------------- | ----- | -------------------- |
|    | Italia (bandiera) | D     | Benito Michelazzi    |
|    | Italia (bandiera) | A     | Mario Mutti          |
|    | Italia (bandiera) | D     | Giuseppe Pallavicini |
|    | Italia (bandiera) | P     | Luigi Reali          |
|    | Italia (bandiera) | A     | Luigi Sanseverino    |
|    | Italia (bandiera) | P     | Giuliano Terraneo    |
|    | Italia (bandiera) | A     | Ugo Tosetto          |
|    | Italia (bandiera) | D     | Giuliano Vincenzi    |
|    | Italia (bandiera) | D     | Efrem Vitali         |

## Risultati

### Serie B

#### Girone di andata
| Arbitro: | Ciulli (Roma) |

|                        |           |  |
| Buriani 34’ Braida 87’ | Marcatori |  |

| Arbitro: | Longhi (Roma) |

|           |           |  |
| Festa 87’ | Marcatori |  |

| Arbitro: | Lops (Torino) |

|            |           |  |
| Braida 54’ | Marcatori |  |

| Arbitro: | Frasso (Capua) |

|                     |           |           |
| Chimenti 55’ (rig.) | Marcatori | 2’ Braida |

| Arbitro: | Terpin (Trieste) |

|                  |           |  |
| Rossi 30’ (aut.) | Marcatori |  |

| Arbitro: | Falasca (Chieti) |

|  |           |             |
|  | Marcatori | 31’ Tosetto |

| Monza 7 novembre 1976 7ª giornata | Monza             | 0 – 0 | Como | Stadio Gino Alfonso Sada\| Arbitro: \| Mattei (Macerata) \| |
| Arbitro:                          | Mattei (Macerata) |       |      |                                                             |

| Arbitro: | Gonella (Torino) |

|                                        |           |                        |
| Rossi 15’ (rig.), 60’ (rig.) Salvi 38’ | Marcatori | 26’ Braida 58’ Buriani |

| Arbitro: | Benedetti (Roma) |

|            |           |  |
| Braida 75’ | Marcatori |  |

| Arbitro: | Ciulli (Roma) |

|               |           |  |
| Novellini 47’ | Marcatori |  |

| Arbitro: | Prati (Parma) |

|                 |           |                               |
| Rosi 44’ (rig.) | Marcatori | 41’ Braida 47’ (rig.) Tosetto |

| Arbitro: | Schena (Foggia) |

|                              |           |  |
| Sanseverino 52’ De Nadai 76’ | Marcatori |  |

| Taranto 19 dicembre 1976 13ª giornata | Taranto           | 0 – 0 | Monza | Stadio Salinella\| Arbitro: \| Barboni (Firenze) \| |
| Arbitro:                              | Barboni (Firenze) |       |       |                                                     |

| Arbitro: | Michelotti (Parma) |

|                             |           |                 |
| Sanseverino 23’ Tosetto 36’ | Marcatori | 82’ De Lorentis |

| Arbitro: | Vannucchi (Bologna) |

|                       |           |  |
| Zandoli 85’ Villa 87’ | Marcatori |  |

| Arbitro: | Longhi (Roma) |

|                             |           |  |
| Tosetto 24’, 67’ Braida 65’ | Marcatori |  |

| Arbitro: | Gussoni (Tradate) |

|                           |           |  |
| Sanseverino 6’ Braida 82’ | Marcatori |  |

| Arbitro: | Lapi (Firenze) |

|             |           |               |
| Brugnera 6’ | Marcatori | 63’ Antonelli |

| Arbitro: | Lops (Torino) |

|                        |           |  |
| Sanseverino 38’ (rig.) | Marcatori |  |

#### Girone di ritorno
| Novara 13 febbraio 1977 20ª giornata | Novara         | 0 – 0 | Monza | Stadio Comunale\| Arbitro: \| Pieri (Genova) \| |
| Arbitro:                             | Pieri (Genova) |       |       |                                                 |

| Arbitro: | Lattanzi (Roma) |

|                 |           |           |
| Sanseverino 39’ | Marcatori | 71’ Fanna |

| Arbitro: | Agnolin (Bassano del Grappa) |

|                                 |           |                               |
| Nobili 28’ (rig.) Prunecchi 65’ | Marcatori | 16’ De Vecchi 63’ Sanseverino |

| Arbitro: | Redini (Pisa) |

|                                                  |           |  |
| Tosetto 9’, 28’ Agretti 25’ (aut.) Antonelli 51’ | Marcatori |  |

| Arbitro: | Ciacci (Firenze) |

|                     |           |                 |
| Terraneo 70’ (aut.) | Marcatori | 65’ Sanseverino |

| Arbitro: | Frasso (Capua) |

|                    |           |  |
| Tosetto 56’ (rig.) | Marcatori |  |

| Arbitro: | Benedetti (Roma) |

|               |           |            |
| Scanziani 65’ | Marcatori | 7’ Tosetto |

| Arbitro: | Panzino (Catanzaro) |

|             |           |           |
| Tosetto 39’ | Marcatori | 79’ Salvi |

| Lecce 11 aprile 1977 28ª giornata | Lecce           | 0 – 0 | Monza | Stadio Via del Mare\| Arbitro: \| Serafino (Roma) \| |
| Arbitro:                          | Serafino (Roma) |       |       |                                                      |

| Arbitro: | Barboni (Firenze) |

|                      |           |  |
| Sanseverino 12’, 58’ | Marcatori |  |

| Arbitro: | D'Elia (Salerno) |

|                               |           |  |
| Antonelli 85’ Sanseverino 89’ | Marcatori |  |

| Arbitro: | Reggiani (Bologna) |

|                        |           |             |
| Capone 31’ Ferrara 55’ | Marcatori | 50’ Tosetto |

| Arbitro: | Falasca (Chieti) |

|                  |           |                       |
| Tosetto 22’, 44’ | Marcatori | 79’ (aut.) Michelazzi |

| Arbitro: | Barbaresco (Cormons) |

|                         |           |                    |
| Manueli 12’ Ramella 25’ | Marcatori | 38’ (rig.) Tosetto |

| Arbitro: | Lops (Torino) |

|                                          |           |                      |
| Ardemagni 8’ Sanseverino 45’ Tosetto 60’ | Marcatori | 17’ Villa 82’ Quadri |

| Catania 29 maggio 1977 35ª giornata | Catania             | 0 – 0 | Monza | Stadio Cibali\| Arbitro: \| Menicucci (Firenze) \| |
| Arbitro:                            | Menicucci (Firenze) |       |       |                                                    |

| Arbitro: | Michelotti (Parma) |

|              |           |               |
| Altobelli 3’ | Marcatori | 55’ De Vecchi |

| Monza 12 giugno 1977 37ª giornata | Monza           | 0 – 0 | Cagliari | Stadio Gino Alfonso Sada\| Arbitro: \| Menegali (Roma) \| |
| Arbitro:                          | Menegali (Roma) |       |          |                                                           |

| Arbitro: | Menicucci (Firenze) |

|                                   |           |             |
| Rimbano 32’ Michelazzi 84’ (aut.) | Marcatori | 66’ Buriani |

### Coppa Italia

#### Primo turno
| Arbitro: | Lattanzi (Roma) |

|            |           |                |
| Braida 60’ | Marcatori | 28’ Boninsegna |

| Arbitro: | Mattei (Macerata) |

|              |           |  |
| Mascetti 49’ | Marcatori |  |

| Arbitro: | Menicucci (Firenze) |

|                                    |           |                        |
| Sanseverino 22’ (rig.) Tosetto 77’ | Marcatori | 68’ (rig.), 89’ Pruzzo |

| San Benedetto del Tronto 19 settembre 1976 5ª giornata | Sambenedettese    | 0 – 0 | Monza | Stadio Fratelli Ballarin\| Arbitro: \| Parussini (Udine) \| |
| Arbitro:                                               | Parussini (Udine) |       |       |                                                             |

## Statistiche

### Statistiche di squadra
| Competizione | Punti | In casa | In casa | In casa | In casa | In casa | In casa | In trasferta | In trasferta | In trasferta | In trasferta | In trasferta | In trasferta | Totale | Totale | Totale | Totale | Totale | Totale | DR  |
| Competizione | Punti | G       | V       | N       | P       | Gf      | Gs      | G            | V            | N            | P            | Gf           | Gs           | G      | V      | N      | P      | Gf     | Gs     | DR  |
| ------------ | ----- | ------- | ------- | ------- | ------- | ------- | ------- | ------------ | ------------ | ------------ | ------------ | ------------ | ------------ | ------ | ------ | ------ | ------ | ------ | ------ | --- |
| Serie B      | 48    | 19      | 15      | 4       | 0       | 31      | 6       | 19           | 2            | 10           | 7            | 15           | 21           | 38     | 17     | 14     | 7      | 46     | 27     | +19 |
| Coppa Italia |       | .       | .       | .       | .       | ..      | ..      | .            | .            | .            | .            | ..           | ..           | ..     | ..     | .      | .      | ..     | ..     | +.. |
| Totale       |       | .       | .       | .       | .       | ..      | ..      | .            | .            | .            | .            | ..           | ..           | ..     | ..     | .      | .      | ..     | ..     | +.. |

### Statistiche dei giocatori
| Giocatore      | Serie B  | Serie B | Serie B     | Serie B    | Coppa Italia | Coppa Italia | Coppa Italia | Coppa Italia | Totale   | Totale | Totale      | Totale     |
| Giocatore      | Presenze | Reti    | Ammonizioni | Espulsioni | Presenze     | Reti         | Ammonizioni  | Espulsioni   | Presenze | Reti   | Ammonizioni | Espulsioni |
| -------------- | -------- | ------- | ----------- | ---------- | ------------ | ------------ | ------------ | ------------ | -------- | ------ | ----------- | ---------- |
| R. Antonelli   | 22       | 3       | ?           | ?          | ?            | ?            | ?            | ?            | 22+      | 3+     | ?           | ?          |
| G. Ardemagni   | 17       | 1       | ?           | ?          | ?            | ?            | ?            | ?            | 17+      | 1+     | ?           | ?          |
| P. Beruatto    | 27       | 1       | ?           | ?          | ?            | ?            | ?            | ?            | 27+      | 1+     | ?           | ?          |
| A. Braida      | 29       | 8       | ?           | ?          | ?            | ?            | ?            | ?            | 29+      | 8+     | ?           | ?          |
| R. Buriani     | 32       | 3       | ?           | ?          | ?            | ?            | ?            | ?            | 32+      | 3+     | ?           | ?          |
| M. De Nadai    | 30       | 1       | ?           | ?          | ?            | ?            | ?            | ?            | 30+      | 1+     | ?           | ?          |
| W. De Vecchi   | 34       | 2       | ?           | ?          | ?            | ?            | ?            | ?            | 34+      | 2+     | ?           | ?          |
| F. Fasoli      | 26       | 0       | ?           | ?          | ?            | ?            | ?            | ?            | 26+      | 0+     | ?           | ?          |
| F. Fontana     | 10       | 0       | ?           | ?          | ?            | ?            | ?            | ?            | 10+      | 0+     | ?           | ?          |
| E. Gamba       | 34       | 0       | ?           | ?          | ?            | ?            | ?            | ?            | 34+      | 0+     | ?           | ?          |
| B. Michelazzi  | 18       | 0       | ?           | ?          | ?            | ?            | ?            | ?            | 18+      | 0+     | ?           | ?          |
| M. Mutti       | 3        | 0       | ?           | ?          | ?            | ?            | ?            | ?            | 3+       | 0+     | ?           | ?          |
| G. Pallavicini | 26       | 0       | ?           | ?          | ?            | ?            | ?            | ?            | 26+      | 0+     | ?           | ?          |
| L. Reali       | 1        | 0       | ?           | ?          | ?            | ?            | ?            | ?            | 1+       | 0+     | ?           | ?          |
| L. Sanseverino | 33       | 10      | ?           | ?          | ?            | ?            | ?            | ?            | 33+      | 10+    | ?           | ?          |
| G. Terraneo    | 38       | -27     | ?           | ?          | ?            | ?            | ?            | ?            | 38+      | -27+   | ?           | ?          |
| U. Tosetto     | 36       | 15      | ?           | ?          | ?            | ?            | ?            | ?            | 36+      | 15+    | ?           | ?          |
| G. Vincenzi    | 34       | 0       | ?           | ?          | ?            | ?            | ?            | ?            | 34+      | 0+     | ?           | ?          |
| E. Vitali      | 1        | 0       | ?           | ?          | ?            | ?            | ?            | ?            | 1+       | 0+     | ?           | ?          |